# 가상사설망

VPN 연결 개요

가상사설망(假想私設網) 또는 VPN(영어: virtual private network)은 공중 네트워크를 통해 한 회사나 몇몇 단체가 내용을 바깥 사람에게 드러내지 않고 통신할 목적으로 쓰이는 사설 통신망이다. 개인 네트워크(공개 인터넷이 아닌 모든 컴퓨터 통신망)를 하나 이상의 다른 가상 네트워크로 확장하기 위한 네트워크 아키텍처이다. 가상 사설망에서 메시지는 인터넷과 같은 공공망 위에서 표준 프로토콜을 써서 전송되거나, 가상 사설망 서비스 제공자와 고객이 서비스 수준 계약을 맺은 후 서비스 제공자의 사설망을 통해 전송된다.
가상 사설망의 등장 배경은 인터넷을 기반으로 한 기업 업무환경의 변화에 기인한다. 즉, 소규모 지역에서 문서만을 전달하던 업무처리 기반에서 하나의 건물 내의 네트워크를 이용한 업무로, 다시 본사와 다수의 지사 관계, 또한 지사는 국내 지사와 국외 지사로 확장되었다. 이들이 하나의 네트워크 구축을 위해 기존 전용선을 사용하는 방법에는 비용을 포함한 여러 가지 한계가 있고, 전용선을 이용해서 네트워크가 구성되었다고 하더라도 네트워크 운영을 자체적으로 하는 것과 새로운 기술들을 도입하는 것 역시 기업의 입장에서는 상당한 부담이 될 수 있다. 또한 기존의 공중 네트워크는 보안과 관련해서는 서비스를 제공하지 않기 때문에 중요한 문서나 데이터를 전달하기에는 부족한 점이 있었다. 이러한 복합적인 이유가 가상 사설망이 등장한 계기가 되었다.
조금 더 쉽게 설명하면 사용자가 접속하고자 하는 사이트에 사용자 IP주소가 아닌 VPN 업체에서 제공하는 IP주소를 이용해 접속한 후 VPN 업체가 다운로드받은 자료를 사용자에게 전달하는 방식이다. 즉, 국내 이용자가 차단된 웹사이트, 특정 국가에서만 설치가능한 어플(특히 모바일 게임)을 이용하거나, 특정 국가 결제를 원한다면 VPN을 이용해 활용할 수 있다. 개인정보 및 중요도에 따라 유료 또는 무료 VPN을 적절하게 활용하면 되고, 단순히 Warning 사이트 접속을 원한다면 HTTPS 우회 프로그램을 사용하면 된다. 참고로, HTTPS 접속 차단은 중국, 한국을 비롯한 일부 국가에서만 시행 중이다.

## 종류
- IPsec
- SSL VPN
- L2TP
- WireGuard
- OpenVPN

## 같이 보기
- 인트라넷
- SSL
- DDNS